# Khéphren
Pour les articles homonymes, voir Kephren.
Khafrê, plus connu sous la forme hellénisée de son nom Khéphren (grec : Χεφρήν), est un roi égyptien de la IVe dynastie de l'Ancien Empire. Il règne aux alentours de 2500 avant notre ère, il aurait succédé à son demi-frère Djédefrê et précédé son fils Mykérinos. Il fait construire la deuxième grande pyramide du plateau de Gizeh et peut-être le grand Sphinx non loin du temple bas de son complexe funéraire.

## Famille

### Ascendance
Khéphren est un fils du roi Khéops et petit-fils du roi Snéfrou.
Certains font de la reine Mérititès Ire sa mère en raison d'une inscription où il est indiqué que Khéphren veut honorer la mémoire de cette reine : 
L'épouse du roi, sa bien-aimée, dévouée à Horus, Mérititès.

L'épouse du roi, sa bien-aimée, Mérititès ;

bien-aimée du Favori des Deux Déesses ;

celle qui dit tout ce qu'elle veut et c'est fait pour elle.

Grande en faveur de Snéfrou ;

grande en faveur de Khéops, consacrée à Horus, honorée sous Khafrê, Mérititès.
D'autres soutiennent que l'inscription suggère simplement que cette reine est morte pendant le règne de Khéphren.

### Épouses
Khéphren eut plusieurs épouses dont :
- Khâmerernebty Ire, probable fille de Khéops ;
- Mérésânkh III, fille de Kaouab Ier et d'Hétep-Hérès II et donc une nièce de Khéphren ;
- Hékenouhedjet ;
- peut-être Persenet d'après l'emplacement de sa tombe[1].

### Descendance
Khéphren eut plusieurs enfants, au moins onze fils et quatre filles. Les fils sont :
- Mykérinos, fils de Khâmerernebty Ire ;
- Nebemakhet, Douaenrê, Niouserrê, Khenterka et peut-être Ânkhemrê ?, fils de Mérésânkh III ;
- Sekhemkarê, fils de Hékenouhedjet ;
- Nikaurê, fils de Persenet[1] ;
- Ânkhmarê, Akhrê, Iounmin, et Iounrê, fils dont le nom de la mère est inconnu.

Les filles sont :
- Khâmerernebty II (future reine de Mykérinos), fille de Khâmerernebty Ire ;
- Shepsesetkaou, fille de Mérésânkh III ;
- Hemetrê et Rekhetrê (future reine de Mykérinos), filles dont le nom de la mère est inconnu[1].

## Règne

### Position chronologique
La position chronologique de ce roi n'est pas claire et est sujette à débat parmi les égyptologues. En effet, selon les listes du Nouvel Empire, lacunaires, le successeur de Djédefrê semble être Khéphren. C'est le cas de la Table de Saqqarah, où Khéphren est indiqué comme le successeur direct de Djédefrê. De même, selon le Canon royal de Turin, le troisième successeur de Snéfrou a un nom commençant Khâ, seul Khéphren (Khâfrê) correspond pour cette période. Malgré ceci, un bon millénaire sépare ces listes et la période considérée, et ces listes comportent des erreurs, même pour des périodes plus récentes que la IVe dynastie. Ainsi, plusieurs chercheurs, dont Franck Monnier, en désaccord avec ces listes, placent le roi Bikhéris (Baka) en tant que successeur de Djédefrê et prédécesseur de Khéphren.

### Datation
Il n'y a pas d'accord sur les dates du règne de Khéphren. Certains auteurs disent que c'était entre -2558 et -2532. Bien que le Canon royal de Turin pour son règne soit vierge et que Manéthon exagère son règne à soixante-six ans, la plupart des égyptologues croient que son règne a duré entre vingt-quatre et vingt-six ans, en raison d'une inscription dans la tombe du prince Nikaurê.

## Monuments et statues

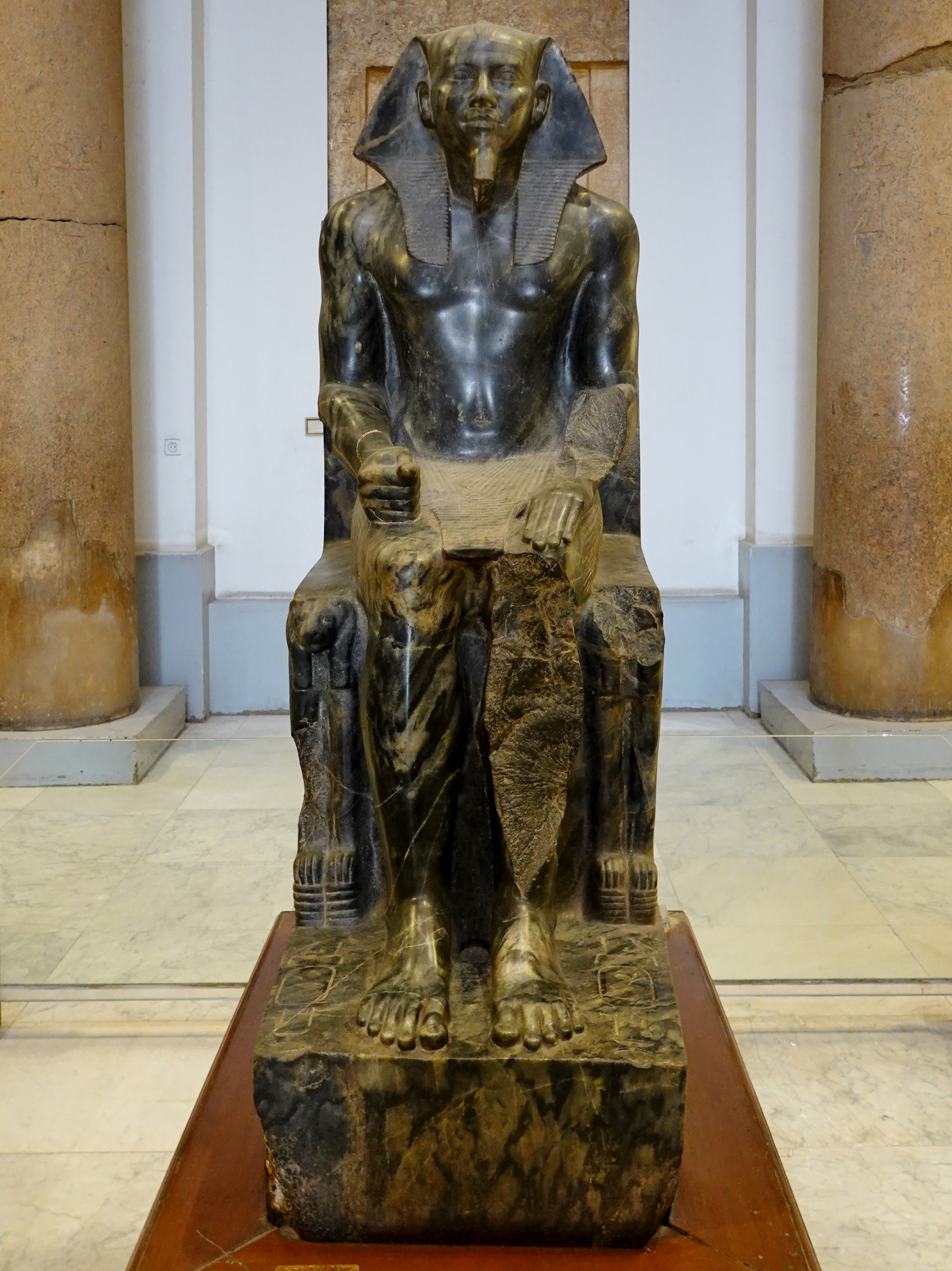
Musée égyptien du Caire
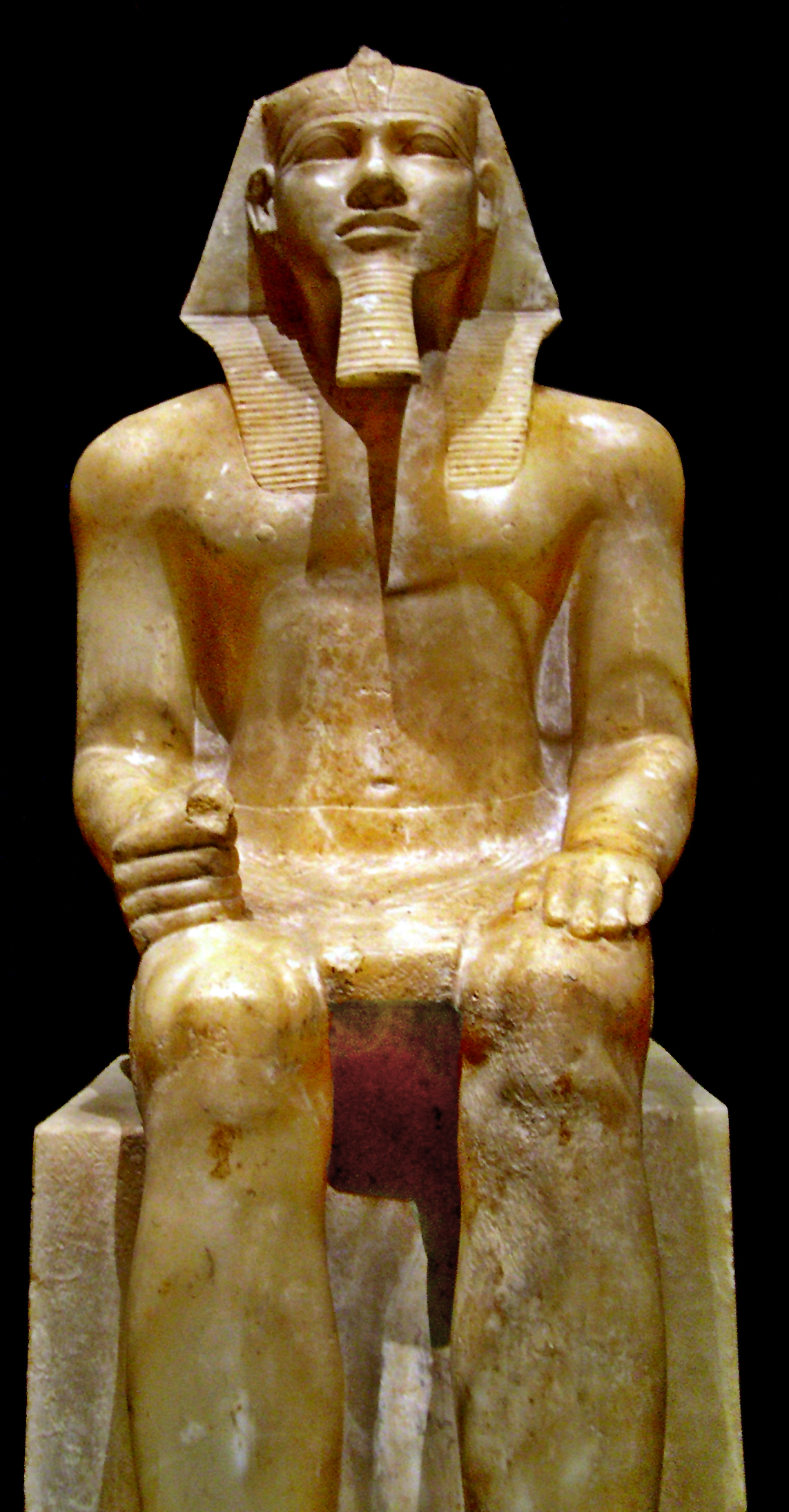
Musée égyptien du Caire
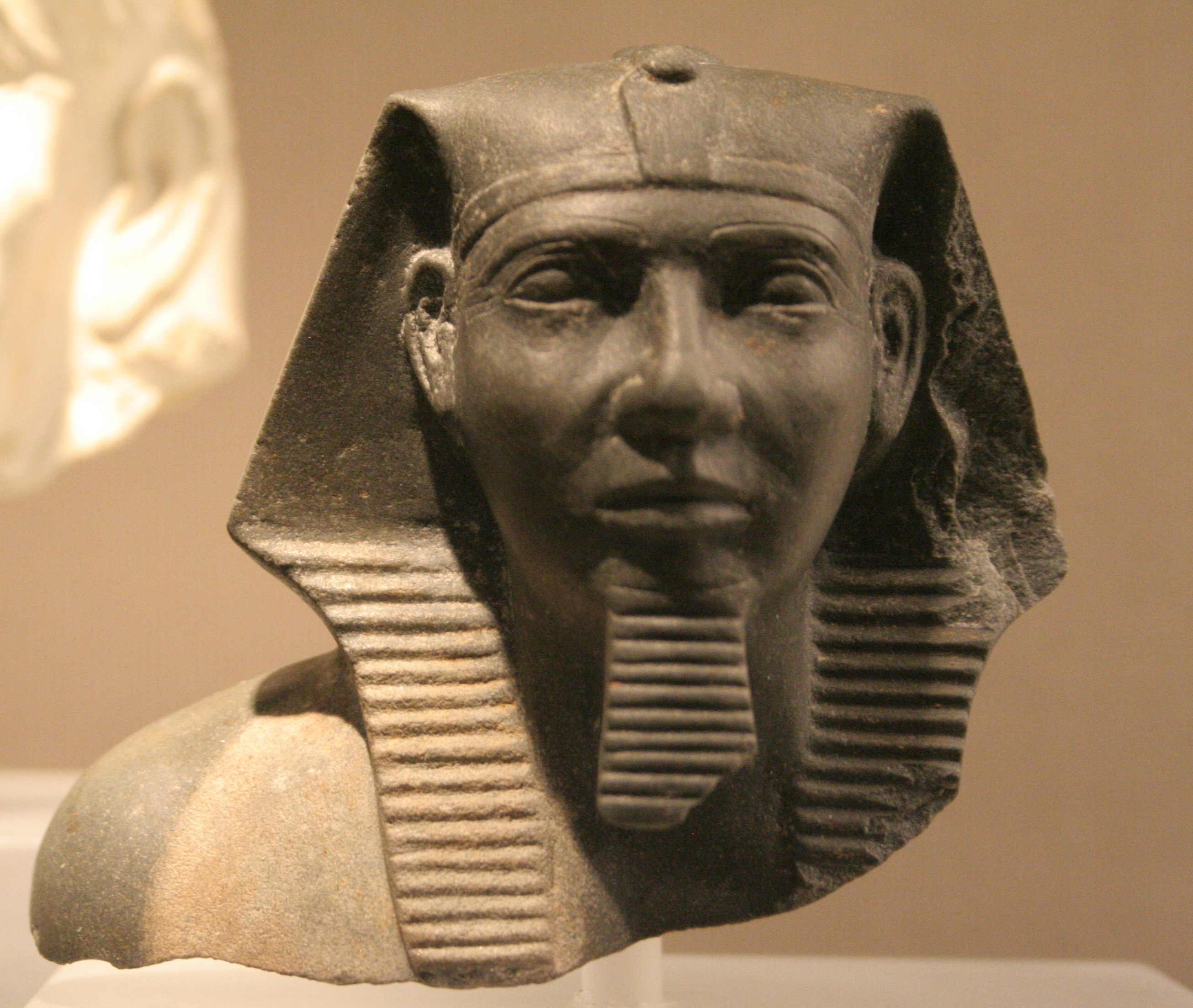
Musée égyptien de Leipzig
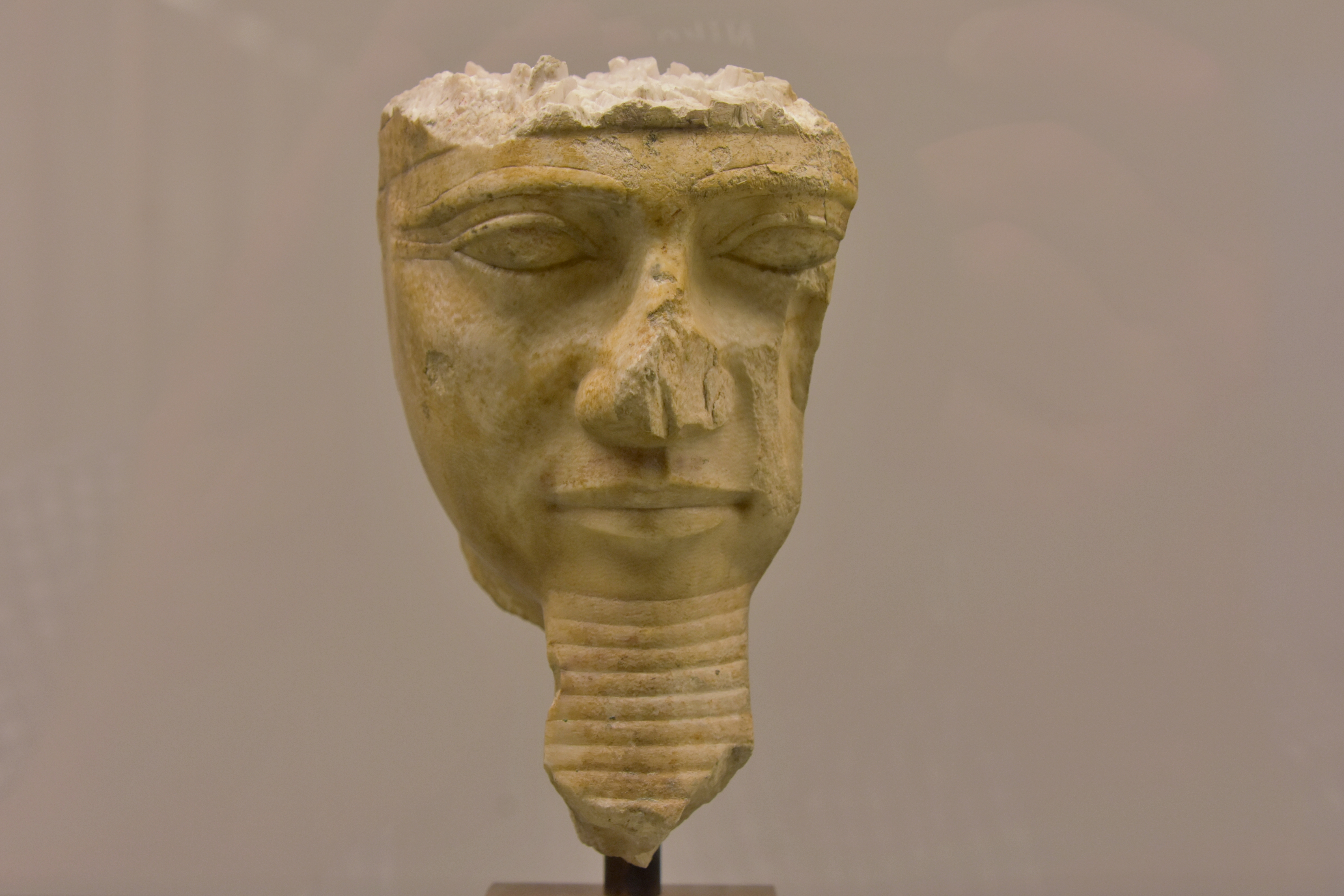
Musée Ny Carlsberg Glyptotek de Copenhague
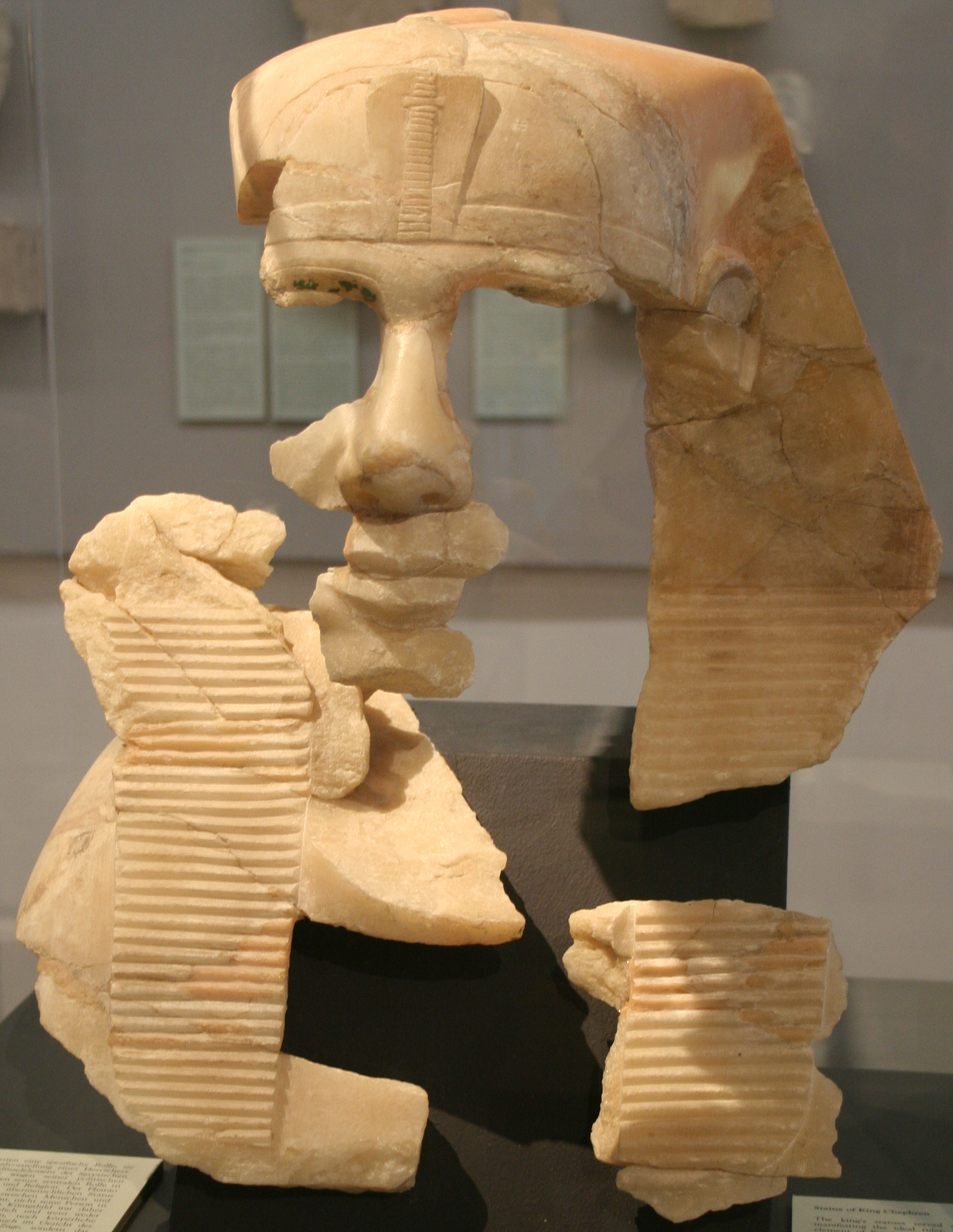
Musée Roemer et Pelizaeus

## Sépulture
Contrairement à ses prédécesseurs, le complexe pyramidal de Khéphren est mieux conservé, que ce soit la pyramide, le temple haut, la chaussée montante et le temple bas. C'est de ce dernier, ainsi que du temple du sphinx, que proviennent de nombreux fragments de statues à l'effigie de Khéphren dont une complète en gneiss qui est exposée au Musée du Caire. Khéphren est représenté assis sur le trône d'Horus, coiffé du némès et la tête protégée par le dieu faucon.
L'ensemble du temple bas de la pyramide de Khéphren, en partie restauré, présente une construction en blocs de granite rouge. Deux sphinx encadrent les deux portes d'entrée qui s'ouvrent sur une vaste salle en forme de « T ». Seize piliers monolithiques soutiennent le plafond à 4,50 mètres de hauteur. De chaque côté du mur, des cavités accueillent les représentations du roi.
À l'ouest de sa pyramide, une équipe d'archéologues a découvert en septembre 2010 la tombe de Roudj-Ka, un prêtre chargé d'accomplir le culte funéraire de Khéphren.

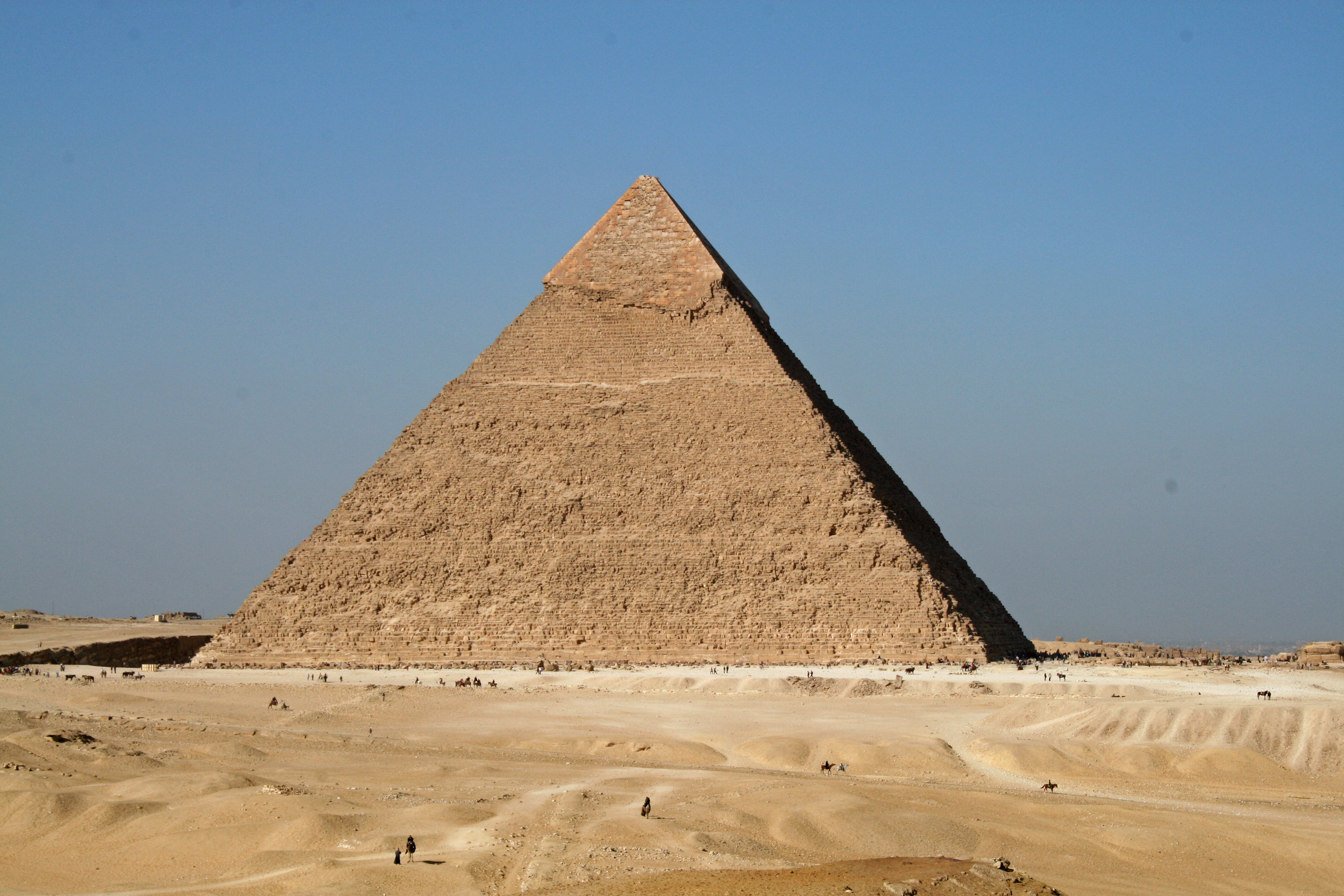
Pyramide de Khéphren.